# Aachener Kinder- und Jugendbuchwochen
Die Aachener Kinder- und Jugendbuchwochen sind eine Literaturveranstaltung in freier Trägerschaft, die seit 1994 alljährlich ein umfangreiches Programm mit etwa zwanzig Autorenlesungen, Workshops, Theateraufführungen und dergleichen bietet. Die Kinder- und Jugendbuchwochen sind mit etwa 2000 jungen Teilnehmern jährlich die größte außerschulische Maßnahme zur Leseförderung in Aachen und Umgebung.

## Konzept
Die vormittäglichen Veranstaltungen richten sich überwiegend an Schulklassen, traditionell finden aber auch Abend- und Wochenendveranstaltungen für Kinder und Eltern statt. In der Öffentlichen Bibliothek wird jeweils eine Ausstellung mit Werken eines Kinderbuch-Illustrators gezeigt.
Im Unterschied zu ähnlichen Veranstaltungsreihen in anderen Städten werden die Aachener Kinder- und Jugendbuchwochen bewusst nicht als Autorenlesungen an Schulen, aber auch nicht als Eventkultur an spektakulären Orten organisiert. Stattdessen sollen die Schulklassen und Kindergruppen an die Orte der Literatur in ihrer Stadt herangeführt werden, etwa an Bibliotheken, Theater und andere Kulturveranstaltungshäuser.
Bei den Aachener Kinder- und Jugendbuchwochen tragen fast ausnahmslos die Autoren ihre Texte selbst vor. Veranstaltungen vom Typ „(lokale) Prominente lesen vor“ gehören nicht zum Aachener Konzept.
In einigen Fällen hatten die Aachener Kinder- und Jugendbuchwochen einen definierten Schwerpunkt (2002 niederländische Literatur, 2009 Abschied, Tod und Trauer). Stets bemühen sich die Organisatorinnen Alexandra Lünskens und Tina Terschmitten um die Auswahl vornehmlich literarisch anspruchsvollerer Kinder- und Jugendbücher.

## Geschichte
Ab 1994 wurden die Aachener Kinder- und Jugendbuchwochen von einem Arbeitskreis sieben kleinerer Aachener Buchhandlungen, dem Arbeitskreis Die Sieben veranstaltet. Nach Geschäftsaufgaben und Ausstieg einiger Buchhandlungen stiegen 2004/2005 die Öffentliche Bibliothek der Stadt Aachen und deren Förderverein als Mitveranstalter ein, lediglich zwei Buchhandlungen blieben dem Projekt verbunden. 2005 wurde die Organisation privat von zwei der zuletzt maßgeblich beteiligten Buchhändlerinnen und Literaturwissenschaftlerinnen übernommen, die 2006 den Verein Kinder- und Jugendliteraturhaus Aachen e.V. als Rechtsform zur Veranstaltung der Kinder- und Jugendbuchwochen gründeten. Wegen des großen Erfolgs der Kinder- und Jugendbuchwochen übernahmen die Vorsitzenden des Trägervereins in anderer Funktion seit 2008 auch für die Stadt Aachen die Konzeption der Literaturveranstaltungsreihe „Aachen liest“ für Erwachsene, bis diese zur Kostenersparnis der Marketingabteilung der Stadtverwaltung überlassen wurde.

## Autoren
Folgende Kinder- und Jugendbuchautoren haben in den letzten Jahren mit Veranstaltungen an den Aachener Kinder- und Jugendbuchwochen mitgewirkt:
- 2002 (mit Schwerpunkt niederländischsprachige Literatur): Marie-Thérèse Schins, Ina Vanderwijer, Alexandra Fischer-Hunold, Joke van Leeuwen, Mirjam Oldenhave, Karlijn Stoffels, Theo Engelen.
- 2003: Zoran Drvenkar, Thomas Brinx und Anja Kömmerling, Hans Dieter Stöver, Jutta Richter, Lilli Thal, Hanna Jansen, Joachim Masannek, Jörg Hilbert.
- 2004: Petra Fietzek, Patricia Schröder, Christoph Biemann, Alfred Neuwald, Mirjam Oldenhave, Ulf Blanck, Charlotte Kerner, Holly-Jane Rahlens, Klaus Kordon.
- 2005: Sabine Both, Martin Ebbertz, Martin Baltscheit, Jens Soentgen, Jutta Richter, Mirjam Pressler, Michael Wildenhain, Nina Schindler.
- 2006: Michael Wildenhain, Maria Vohn, Sigrid Zeevaert, Henning Wiesner, Bettina Obrecht, Ulla Lenze, Zoran Drvenkar, Gregor Tessnow, Alois Prinz.
- 2007: Nadia Budde, Martin Klein, Burkhard Spinnen, Guido Kasmann, Claudia Schreiber, Karlijn Stoffels, Andreas Steinhöfel, Dolf Verroen.
- 2008 (mit Schwerpunkt „irgendwie anders“): SaBine Büchner, Edward van de Vendel, Hans Hagen, Selim Özdogan, Christina Bacher, Ulrich Noller, Karen-Susan Fessel, Erwin Grosche, Silke Lambeck, Karsten Teich, Eva Muszynski, Martin Klein.
- 2009 (mit Schwerpunkt „Abschied, Tod und Trauer“): Maggie Schneider, Sigrid Zeevaert, Bettina Obrecht, Katja Henkel, Marjolijn Hof, Dolf Verroen, Hermann Schulz, Sylvia Schopf, Anne C. Voorhoeve, Joke van Leeuwen.
- 2010 (zum Thema „Glück“): Simak Büchel, Beate Dölling, Thomas J. Hauck, Andreas Hauffe, Silke Lambeck, Eva Muszynski, Mirjam Pressler, Tilman Rammstedt, Jutta Richter, Barbara Steinitz, Karsten Teich.
- 2011 (zum Thema „Groß werden“): Martin Baltscheit, Karen-Susan Fessel, Hans-Joachim Gelberg, Andrea Hensgen, Silke Lameck, Martin Klein, Bettina Obrecht, Michael Wildenhain, Martina Wildner, Sigrid Zeevaert.
- 2012: Martin Auer, Bruno Blume, Susan Fischer, Thomas J. Hauck, Miriam Koch, Ruth Löbner, Salah Naoura, Kirsten Reinhardt, Jens Sparschuh, Lilli Thal, Anje Wagner.
- 2013 (zum Thema „Angst“): Martin Baltscheit, Hartmut El Kurdi, Thomas J. Hauck, Ulf K., Benjamin Leroy, Eva Muszynski, Arne Rautenberg, Kirsten Reinhardt, Jaap Robben, Wolfgang Schorlau, Burkhard Spinnen, Karsten Teich, Martina Wildner, Sigrid Zeevaert.

## Illustration
Die Plakate der Aachener Kinder- und Jugendbuchwochen zeigten Illustrationen der folgenden Künstler, deren Werke meist auch ausgestellt wurden:
- 2001: Ole Könnecke
- 2002: Marja Meijer
- 2003: Jutta Bauer (gemischte Werkschau)
- 2004: Leonard Erlbruch (ohne Ausstellung)
- 2005: Martin Baltscheit (Illustrationen aus Gold für den Pinguin, Ausstellung gemeinsamer Werke mit Christine Schwarz)
- 2006: Katrin Engelking (gemischte Werkschau)
- 2007: Nadia Budde (Illustrationen aus Eins zwei drei Tier u. a.)
- 2008: SaBine Büchner (Illustrationen aus Für immer Sieben und Severin und Nepomuk)
- 2009: Jacky Gleich (Illustrationen aus Opa Meume und ich und Hat Opa einen Anzug an?)
- 2010: Karsten Teich (gemischte Werkschau)
- 2011: Stefanie Harjes (gemischte Werkschau)
- 2012: Axel Scheffler
- 2013: Kathrin Schärer